# 道をひらく
『道をひらく』（みちをひらく）は、松下幸之助の著書。雑誌『PHP』に掲載されたエッセイをまとめたもの。
1968年5月1日に初版発行。2002年には累計400万部を突破。2013年12月16日にはPHP研究所の発表で217刷・累計500万部を突破。2014年9月16日には224刷・511万部に達した。2015年5月には累計520万部を突破。2016年現在も日本国内のビジネス書のベストセラーランキングに登場し続ける大ベストセラー・ロングセラーである。
トーハン調べのベストセラー・ビジネス書部門で2005年の年間9位、2014年の年間4位にランクインされている。日本出版販売（日販）調べのベストセラー・ビジネス書部門で2014年の年間10位にランクインされている。

## 関連書籍
1978年には続編の『続・道をひらく』が出版された。『道をひらく』『続・道をひらく』を元にしたメッセージブック『大切なこと』『もっと大切なこと』も出版されている。
2016年には『道をひらく』『続・道をひらく』を元にしたメッセージブックとして、サンリオキャラクターのハローキティとのコラボレーション本『ハローキティの「道をひらく」』が出版された。

## 書籍情報
- 『道をひらく』松下幸之助、PHP研究所、1968年。ISBN 4569534074
- 『CD+書籍 松下幸之助 道をひらく』PHP研究所、2006年、ISBN 4569372562（江守徹による朗読CDを収録）
- 『続・道をひらく』松下幸之助、PHP研究所、1978年。ISBN 4569513182
- 『大切なこと』松下幸之助（文）・江村信一（イラスト）、PHP研究所、2003年。ISBN 4569633447
- 『もっと大切なこと』松下幸之助（文）・いのうえかおる（イラスト）、PHP研究所、2004年。ISBN 4569640680
- 『ハローキティの「道をひらく」』松下幸之助（文）・サンリオ（キャラクター著作）、PHP研究所、2016年。ISBN 978-4-569-83413-9